# Kísértetváros

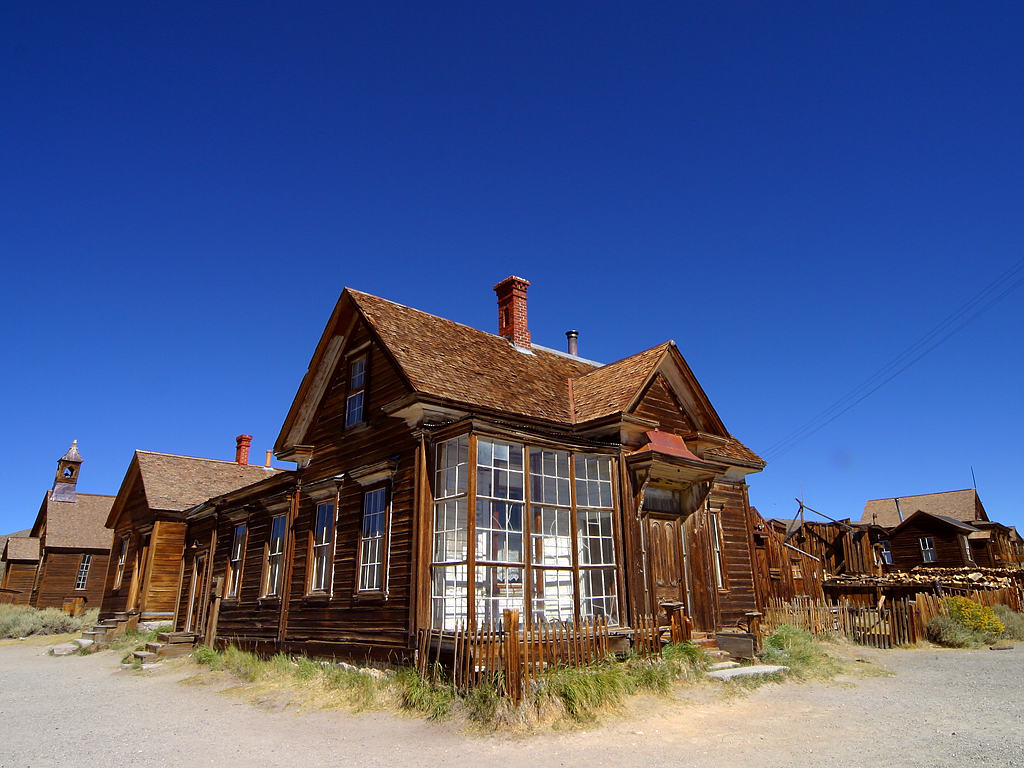
A Bodie nevű kísértetváros (USA, Kalifornia)

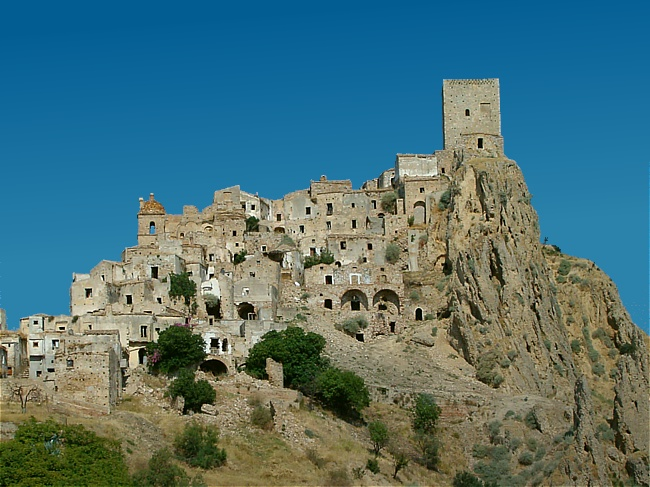
Craco (Olaszország, Basilicata)

Kísértetváros vagy szellemváros alatt egy teljesen elhagyatott, általában félreeső települést értünk. A kísértetvárosok jellemzően félig-meddig romos épületekből állnak.
Az ilyen városok gyakran egykor természeti kincsekben gazdag környékeken találhatók. Miután a természeti kincsek – például az arany vagy a gyémántok – nagy részét kitermelték, a településeket gyorsan elhagyták, lakosaik elköltöztek. Sok mai szellemvárosban egykor szénbányászat miatt éltek emberek. Ilyen kísértetvárosokkal találkozhatunk például Namíbiában (Kolmanskop), a kaliforniai Sierra Nevadában, és Nevadában, az arany-lelőhelyeken.
A kísértetvárosokat gyakran skanzen formájában látogathatóvá teszik és óvják: jó példa erre a kaliforniai Bodie, Coloma (mindkettő egykori arany-lelőhely) és Calico (ezüst), a nevadai Rhyolite (arany), vagy a chilei Sewell (réz).
A kísértetvárosok speciális típusa a katasztrófák következtében elhagyott városok; a leghíresebb ilyen települések az ukrán Pripjaty és Csernobil, ahonnan az 1986-os atomerőmű-baleset után kényszerű kitelepítésre került sor. Ilyen város Centralia is az amerikai Pennsylvania államban, amelyet 1962-ben egy földalatti bányatűz miatt evakuáltak, vagy Plymouth, a karib-tengeri Montserrat nevű sziget fővárosa, amelyet 1997-ben egy vulkánkitörés után hagytak el a lakosok. Érdekesség, hogy ez a település a világ egyetlen lakatlan fővárosa. Craco, olasz város a Basilicata régióban, evakuálták egy földcsuszamlás miatt. A településen forgatták Mel Gibson A passió, Marc Forster A Quantum csendje, Catherine Hardwicke A születés című filmjének egyes jeleneteit.
Előfordulhat, hogy egy település háborús övezetben fekszik, és a lakosság elmenekül, vagy kitelepítik. Ilyen szellemváros például Ağdam, Azerbajdzsán és a Hegyi-Karabah Köztársaság határán.

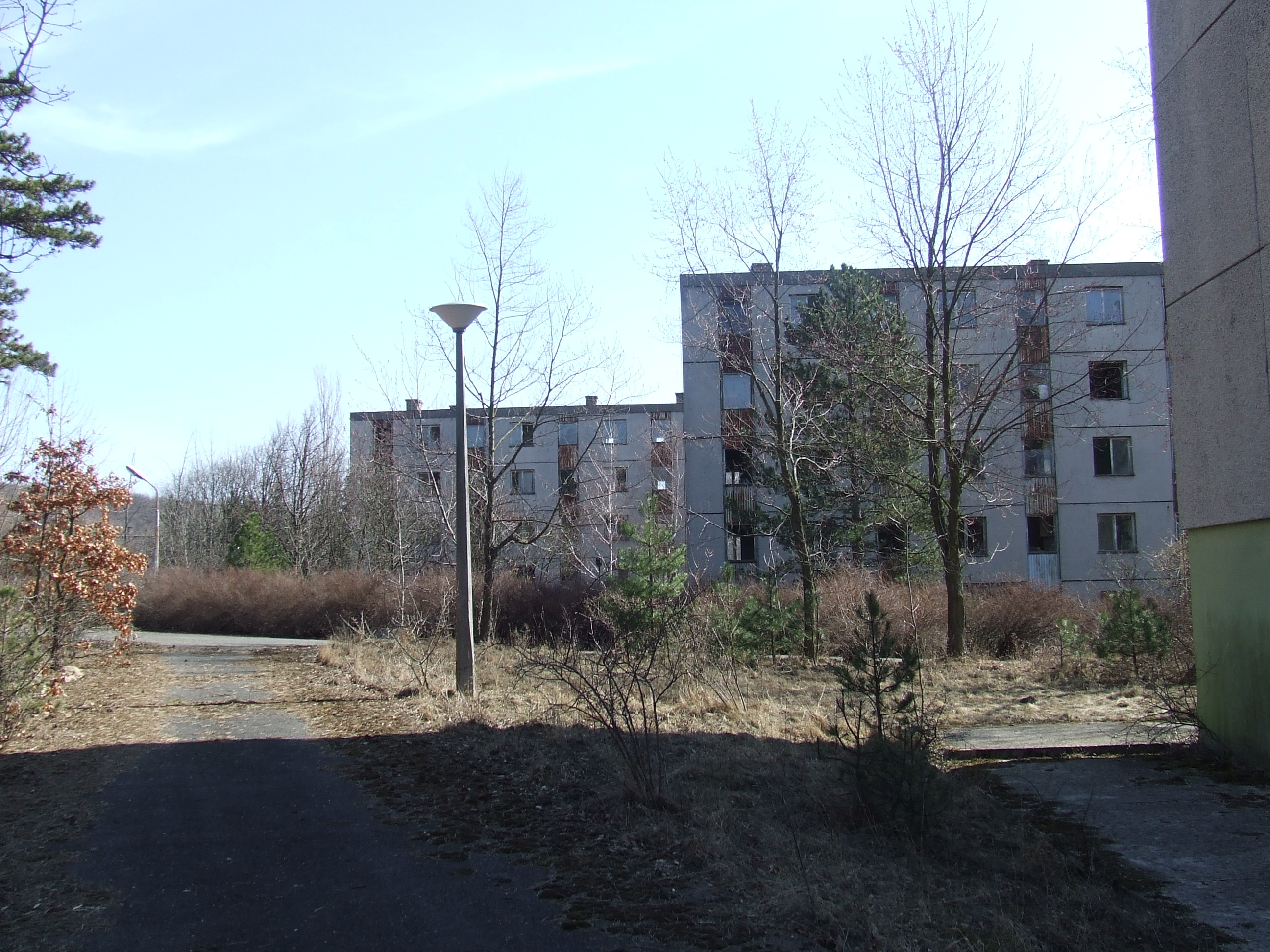
Kis-Moszkva

## Magyarországon
Magyarországon elpusztult falvak vannak, köztük Derenk, Gyertyánvölgy, Szanticska és az azóta ökofaluként újjáéledt Gyűrűfű. A török időkben számos település elpusztult, de ezeknek semmi nyoma nem maradt fenn, ezért nem nevezhetőek kísértettelepüléseknek.

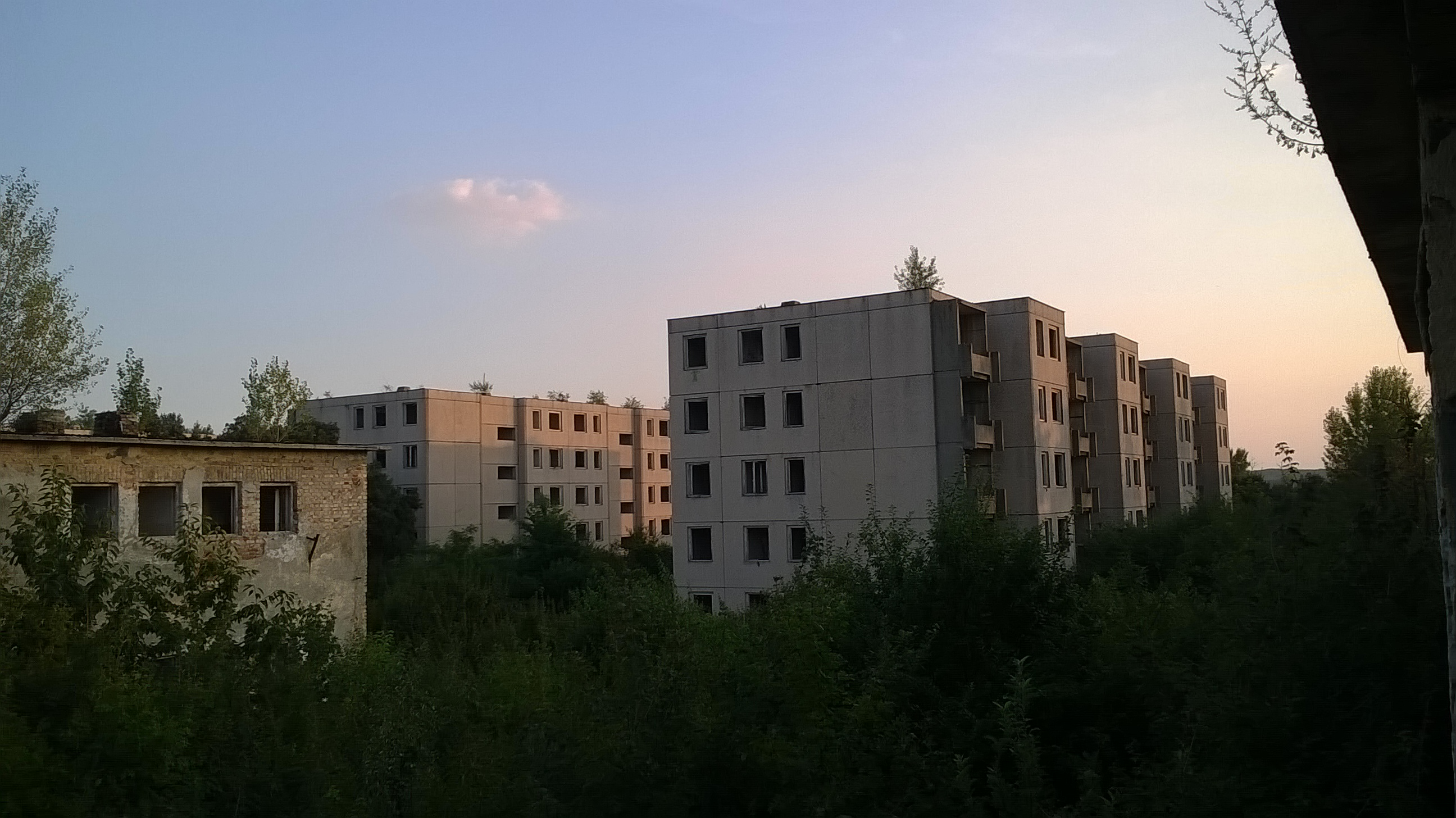
Szellemváros Szentkirályszabadja mellett

Megemlíthetjük még a magyarországi volt szovjet laktanyákat is, ugyanis ezeknek az objektumoknak a legtöbbje mára kísértetvárossá, szellemvárossá változott. Magyarországon a legismertebbek a szentkirályszabadjai, a tabi, kiskunlacházi, a kunmadarasi és a „Kis-Moszkva” nevezetű laktanya. Ezek a helyek - opció hiányában - mára már az enyészeté lettek. A "Szellemvárosok Magyarországon" websorozat - többek között - ezen laktanyákat gyűjti egybe. A kiskunlacházi laktanyát legtöbbször hollywoodi filmforgatásokra bérlik ki. Itt forgatott 2011 nyarán Angelina Jolie, valamint a Szívlövés és a Ideglelés Csernobilban stábja, és a hírek szerint John McClane vére is itt fog folyni a Die Hard 5. része forgatása közben. A „Kis-Moszkva” gúnynevet viselő objektum napjainkban szigorúan őrzött, honvédségi terület. Alkalmanként NATO hadgyakorlatokat is tartanak az egykori szovjet laktanyában.
Egyesek szellemvárosként tekintik a baranyai Révfalut is, ami ma Drávakeresztúrhoz tartozik, és a somogyi Kakpusztát is.
Több laktanyát az őrzés hiányában teljesen kifosztottak, szétvertek, de a szigorúan őrzött objektumokat talán még hasznosítani lehet.